# Bruno Feillet
Pour les articles homonymes, voir Feillet.
Bruno Feillet, né le 16 novembre 1959 à Caudéran en Gironde, est un évêque catholique français, évêque de Séez depuis juillet 2021.

## Jeunesse et formation
Bruno Feillet effectue ses études secondaires au collège puis au lycée Notre-Dame de Maubeuge, dans le Nord. En 1979, il effectue une première année au séminaire de Lille, avant de rejoindre l'université de Lille où il obtient un DEUG en Langues Étrangères Appliquées. En 1982 il part pour deux ans de service national au titre de la coopération en Mauritanie. À son retour en France en 1984, il entre au séminaire des Carmes à Paris. Il est ordonné prêtre le 1er octobre 1988 pour l'archidiocèse de Cambrai ayant obtenu sa licence de théologie à l'institut catholique de Paris.

## Principaux ministères

### Prêtre
Il commence son ministère sacerdotal comme vicaire à Aulnoy-lez-Valenciennes jusqu'en 1992, puis à Saint-Géry à Valenciennes jusqu'en 1996. En parallèle de ces fonctions de vicaire, il est également aumônier des étudiants de Valenciennes et aumônier régional (1992-1995) de la mission étudiante.
De 1996 à 1998, il reprend des études et obtient en 1999 un DEA en sciences de la famille à l'université catholique de Lyon et une habilitation au doctorat en théologie morale à institut catholique de Paris.
De 1998 à 2006, il se consacre à l'enseignement de la philosophie, de la théologie morale et de la morale familiale et sexuelle au séminaire de Lille et au séminaire d'Issy-les-Moulineaux. En 2006, tout en conservant une activité d'enseignement, il retrouve un ministère pastoral et devient recteur de la basilique Notre-Dame du Saint-Cordon de Valenciennes et curé in solidum de la paroisse Saint-Jean-Baptiste de l'Escaut. En 2009 il est nommé curé-doyen de Valenciennes.
Il est également secrétaire général du conseil presbytéral de 2002 à 2010 et responsable de la formation permanente de l'archidiocèse à partir de 2010.

### Évêque
Il est nommé évêque auxiliaire de Reims, avec le titre d'évêque titulaire (ou in partibus) de Gaudiaba (de), le 28 juin 2013. Il reçoit l'ordination épiscopale le 22 septembre de l'archevêque de Reims, Thierry Jordan. Il est le premier évêque français nommé par le Pape François.
Du 23 août au 26 octobre 2021, il a exercé la charge d'administrateur diocésain de Reims.[réf. nécessaire]
Le 17 juillet 2021, il est nommé évêque de Séez.  Il est installé le 19 septembre 2021 en la cathédrale Notre-Dame de Sées en présence de l'archevêque de Rouen, Dominique Lebrun, et de Celestino Migliore, nonce apostolique en France.
Le 1er avril 2018, Bruno Feillet est élu président du Conseil famille et société de la Conférence des évêques de France pour un mandat de trois ans et a été réélu pour un dernier mandat de trois ans en mars 2021.
Depuis le 1er juillet 2024, Bruno Feillet intègre le pôle des Affaires institutionnelles et internationales de la Conférence des évêques de France

## Devise épiscopale
« Il les aima jusqu'au bout », Jn 13, 1.
Elle est un hommage à la fidélité de prêtres âgés de Valenciennes, toujours prêts à rendre service.

## Publications
- « Le Notre-Père, âme de la théologie morale », in Hommage amical à Paul Bony, éd. Chemins de dialogue, Marseille, 2004, p. 97–117.
- « Cohabitation/couple », in Dictionnaire encyclopédique d'éthique chrétienne, Cerf, Paris, 2013, p. 391–400.